# William Archer (homme politique)
Pour les articles homonymes, voir William Archer (homonymie) et Archer (homonymie).
William Archer (né Eyre , 4 juin 1677 - 30 juin 1739) de Coopersale à Theydon Garnon (Essex) et de Welford Park (Berkshire) est un avocat et homme politique conservateur anglais, qui siège à la Chambre des communes de 1734 à 1739.

## Biographie
Il est né William Eyre, fils de William Eyre de Holme Hall et de Highlow Hall, Derbyshire, et de Catherine Gell, fille de l’homme politique John Gell, deuxième baronnet. Il entre au Gray's Inn en 1696 et est appelé au barreau en 1705. Il devient conseiller en 1724.
Il est extrêmement riche. En plus de la fortune de sa propre famille, en 1706, il hérite des domaines de John Archer (juge) (en) à Coopersale, Essex et Welford Park, dans le Berkshire, à condition d'épouser la nièce d'Archer, Eleanor Wrottesley, fille de Walter Wrottesley (3e baronnet) et de prendre le nom Archer. Ils se sont mariés mais n'ont pas d'enfants. Eleanora décède le 2 mai 1717, après quoi il épouse sa deuxième épouse, Susanna Newton, fille de John Newton, 3e baronnet de Barrs Court. Par l'intermédiaire de sa deuxième épouse, il hérite d'autres domaines de son frère, le quatrième baronnet, qui est décédé sans enfant.
Le 6 février 1734, il est élu député conservateur de Berkshire lors d'une élection partielle après le décès de John Stonhouse (3e baronnet) en 1733. Il est réélu sans opposition quelques mois plus tard aux élections générales britanniques de 1734. Il vote contre le discours sur la convention espagnole de 1739.
Il meurt en fonction le 30 juin 1739, à l'âge de 59 ans. Avec sa deuxième épouse, il a un fils, John Archer  et une fille, Susanna, qui, en 1751, épouse Edward Harley (4e comte d'Oxford). Au moment de son mariage avec le comte, l'héritage de Susanna valait 50 000 £ .